# Regeringen Hammarskjöld
Regeringen Hammarskjöld, även känd som Borggårdsregeringen, var en svensk ämbetsmannaregering som bildades av Hjalmar Hammarskjöld som Sveriges statsminister den 17 februari 1914, med anledning av att förutvarande statsminister Karl Staaff upplöste sin andra regering vid borggårdskrisen. Hammarskjölds regering efterträddes av Carl Swartz högerregering den 30 mars 1917.
Hammarskjölds "borggårdsregering" var partipolitiskt obunden, men kungalojal och konservativt präglad. Den tillkom närmast på initiativ av Arvid Lindman, andrakammarhögerns ledare, som ville undgå att kungen skulle tillsätta en kampministär under förstakammarhögerns ledare Ernst Trygger.
Juristen Hammarskjöld var principfast och inte särskilt smidig i sina tolkningar av folkrätten mitt under brinnande krig. Det var nu begreppet "Hungerskjöld" myntades, eftersom hans omedgörlighet förvärrade försörjningsläget. Hammarskjöld uppfattades som tyskvänlig när han förkastade det förslag till allmänt handelsavtal med britterna som Marcus Wallenberg, bror till utrikesminister Knut Wallenberg, hemfört från London 1917. Sprickan mellan stats- och utrikesministern blev uppenbar och högerledarna i riksdagen drog undan sitt stöd för statsministern som tvingades lämna in sin avskedsansökan.

## Statsråd
Regeringen bestod av tolv statsråd fördelade på åtta departement. Av statsråden var nio departementschefer och tre konsultativa statsråd. Samtliga förutom två av statsråden var opolitiska. Två tillhörde Första kammarens nationella parti.
* Statsminister eller departementschef
| Statsminister         |  | Hjalmar Hammarskjöld* | 17 februari 1914 | 30 mars 1917    | Partilös           |
| Utrikesminister       |  | Knut Wallenberg*      | 17 februari 1914 | 30 mars 1917    | Nationella partiet |
| Justitieminister      |  | Berndt Hasselrot*     | 17 februari 1914 | 30 mars 1917    | Partilös           |
| Krigsminister         |  | Hjalmar Hammarskjöld* | 17 februari 1914 | 15 augusti 1914 | Partilös           |
| Krigsminister         |  | Emil Mörcke*          | 15 augusti 1914  | 30 mars 1917    | Partilös           |
| Sjöminister           |  | Dan Broström*         | 17 februari 1914 | 30 mars 1917    | Partilös           |
| Finansminister        |  | Axel Vennersten*      | 17 februari 1914 | 30 mars 1917    | Partilös           |
| Ecklesiastikminister  |  | Karl Gustaf Westman*  | 17 februari 1914 | 30 mars 1917    | Partilös           |
| Jordbruksminister     |  | Johan Beck-Friis*     | 17 februari 1914 | 30 mars 1917    | Nationella partiet |
| Civilminister         |  | Oscar von Sydow*      | 17 februari 1914 | 30 mars 1917    | Partilös           |
| Konsultativa statsråd |  |                       |                  |                 |                    |
| Konsultativa statsråd |  | Emil Mörcke           | 17 februari 1914 | 15 augusti 1914 | Partilös           |
| Konsultativa statsråd |  | Steno Stenberg        | 17 februari 1914 | 30 mars 1917    | Partilös           |
| Konsultativa statsråd |  | Sigfrid Linnér        | 17 februari 1914 | 30 mars 1917    | Partilös           |